# Windows Mobile 5.0
Windows Mobile 5.0 (кодовое имя «Magneto») была выпущена на конференции Microsoft Mobile and Embedded Developers Conference 2005 в Лас-Вегасе, 9 мая 2005 года. Четвертая версия ОС для КПК и смартфонов Windows Mobile. Основная поддержка Windows Mobile 5 закончилась 12 октября 2010 года, а расширенная — 13 октября 2015 года. Последняя версия Windows Mobile, берущая за основу дизайн Windows XP

## Изменения
Microsoft Office Mobile был обновлён. PowerPoint Mobile, Excel Mobile и Word Mobile подверглись некоторым изменениям. Функции управления мультимедиа и воспроизведения видео были расширены с помощью пакета «Фото и видео». В систему был предустановлен Windows Media Player 10 Mobile.
Среди новых аппаратных функций поддержка Bluetooth, поддержка клавиатуры QWERTY по умолчанию и интерфейс для управления GPS. Улучшения были сделаны в программе ActiveSync 4.2: скорость синхронизации увеличилась на 15 %. Бизнес-клиенты получили новую систему обработки сообщений, аналогичную той, что присутствует в настольных и серверных системах Windows. Приложения «телефон» и «контакты» теперь поддерживают фотографии, чтобы пользователь мог добавить изображение к каждому контакту. Была также добавлена программа DirectShow. Эта версия стала первой, которая включила в себя DirectDraw с аппаратным ускорением, заменив устаревший графический компонент GAPI.
Pocket MSN теперь можно просматривать непосредственно с экрана Today.

## Системные требования
Для Windows Mobile 5.0 требуется не менее 64 МБ ОЗУ, и устройство должно поддерживать ARM-совместимый процессор, такой как Intel XScale или Samsung и Texas Instruments ARM, совместимый с Windows Mobile и выпущенный до 8 мая 2005 года.